# Русенски университет
Русенският университет „Ангел Кънчев“ е висше училище в гр. Русе.
Той е приемник на Висшия институт по машиностроене, механизация и електрификация на селското стопанство (ВИММЕСС) в Русе, създаден на 12 ноември 1945 г., преименуван впоследствие на Висше техническо училище „Ангел Кънчев“ и преобразуван в университет на 21 юли 1995 г. Част от структурата на университета са филиалите му в Силистра, Разград и Видин. Обучаваните студенти през учебната 2016/2017 г. в редовно и задочно обучение са около 11 хил. души.
През 2012 г. Русенският университет е акредитиран от Националната агенция за оценяване и акредитация за срок от 6 години с оценка 9,28, като образователният му капацитет е определен на 15 хил. студенти. Университетската система за управление на качеството има издаден международен сертификат за съответствие с изискванията на стандарта ISO 9001:2000. Русенският университет е член на Асоциацията на европейските университети, както и на Конференцията на ректорите на университетите от дунавските страни.

## Факултети и катедри

### Аграрно-индустриален факултет (АИФ)
- Земеделска техника, Аграрно инженерство, Растениевъдство
- Ремонт, надеждност, механизми, машини, логистични и химични технологии
- Топлотехника, хидравлика и екология
- Промишлен дизайн

### Машинно-технологичен факултет (МТФ)
- Технология на машиностроенето и металорежещи машини
- Материалознание и технология на материалите
- Техническа механика
- Машинно инженерство

### Факултет Електротехника, електроника и автоматика (ФЕЕА)
- Електроснабдяване и електрообзавеждане (ЕЕО)
- Електроника
- Телекомуникации
- Автоматика и мехатроника (АМ)
- Компютърни системи и технологии (КСТ)
- Информационни и комуникационни технологии (ИКТ)
- Интернет и мобилни комуникации (ИМК)

### Транспортен факултет (ТФ)
- Двигатели и транспортна техника
- Транспорт
- Машинознание, машинни елементи и инженерна графика
- Физика

### Факултет Бизнес и мениджмънт (ФБМ)
- Мениджмънт и бизнес развитие
- Икономика
- Европеистика и международни отношения

### Факултет Природни науки и образование (ФПНО)
- Педагогика
- Български език, литература, изкуство и история
- Информатика и информационни технологии
- Приложна математика и статистика
- Математика

### Юридически факултет (ЮФ)
- Частноправни науки
- Публичноправни науки
- Наказателноправни науки
- Чужди езици

### Факултет Обществено здраве и здравни грижи  (ФОЗ)
- Здравни грижи
- Обществено здраве и социални дейности
- Физическо възпитание и спорт
- Медицинска сестра
- Ерготерапия
- Кинезитерапия
- Акушерка

## Филиали

### Филиал Разград
- Химия и химични технологии
- Биотехнологии и хранителни технологии

### Филиал Силистра
- Филологически науки
- Технически и природоматематически науки

### Филиал Видин
Филиалът във Видин е акредитиран през месец май 2017 година и официално открит на 15 септември същата година.
- Земеделска техника и технологии
- Машинно инженерство
- Електроника
- Технология и управление на транспорта
- Индустриален мениджмънт
- Компютърни науки

## Библиотека
Библиотеката на Русенския университет е сред най-големите научни библиотеки в Североизточна България. Функционира като център за научно-информационни ресурси, който подпомага учебния процес и научноизследователската дейност. Тя разполага с библиотечен фонд 395 000 тома, от които:
- книги – 323 000
- периодични издания – 41 000
- текущ абонамент – 320 заглавия на книжен носител

Предоставя on-line достъп до научноинформационни ресурси, предоставени чрез:
- 2 информационно-търсещи англоезични системи, осигуряващи достъп до пълнотекстови бази данни с над 10 000 заглавия на научни и специализирани периодични издания
- 4 реферативни информационно-търсещи системи на български и чужди езици, осигуряващи достъп до над 30 млн. документа
- 4 информационно-търсещи системи (open access), от които около 30% са пълнотекстови

Разполага с учебници и учебни помагала на CD, DVD, ORWO Chromdioxid Hi-Fi, МК-60 и on-line, достъп до електронни версии на периодични издания.
Университетската библиотека включва в структурата си централна библиотека и 8 филиала, разположени на 1940 m² разгъната площ.

## Ректори
| Ректор                           | Период                               |
| -------------------------------- | ------------------------------------ |
| Проф. инж. Карл Славомиров       | 25 февруари 1947 - 13 октомври 1947  |
| Проф. Георги Ангелиев            | 13 октомври 1947 – 2 октомври 1954   |
| доц. Кръстю Петров               | 2 октомври 1954 – 30 юни 1958        |
| доц. Емил Данков                 | 1 юли 1958 – 30 юни 1960             |
| проф. Атанас Ганев               | 1 юли 1960 – 30 април 1964           |
| проф. Никола Несторов            | 2 май 1964 – 7 септември 1965        |
| проф. Марко Тодоров              | 8 септември 1965 – 30 юни 1976       |
| проф. Александър Сучков          | 1 юли 1976 – 30 юни 1983             |
| проф. Митьо Кънев                | 1 юли 1983 – 21 април 1987           |
| проф. Атанас Митков              | 21 април 1987 – 26 април 1993        |
| доц. Марко Тодоров               | 26 април 1993 – 2 ноември 1993       |
| проф. Борис Томов                | 2 ноември 1993 – 18 ноември 2003     |
| доц. Марко Тодоров               | 18 ноември 2003 – 27 ноември 2007    |
| проф. Христо Белоев              | 27 ноември 2007 – 12 януари 2016     |
| проф. Велизара Пенчева           | 12 януари 2016 – 21 февруари 2018    |
| акад. проф. д.т.н. Христо Белоев | 21 февруари 2018 – 21 декември 2023  |
| проф. д-р Пламен Кангалов        | 21 декември 2023 - 04 септември 2024 |
| проф. д-р Генчо Попов (врид)     | 11 септември 2024 - 04 февруари 2024 |
| доц. д-р Десислава Атанасова     | 04 февруари 2024 - до сега           |